# Sio jezik
Sio jezik (sigawa; ISO 639-3: xsi), austronezijski jezik uže sjevernonovogvinejske skupine, kojim govori 3 500 ljudi (1987 SIL) u Papui Novoj Gvineji, na kopnu blizu otoka Sio, točnije na sjevernoj obali popuotoka Huon u provinciji Morobe. 
Jedini je predstavnik podskupine sio, koja čini dio šire skupine vitiaz. Piše se na latinici

## Vanjske poveznice
- Ethnologue (14th)
- Ethnologue (15th)